# 中島神崎橋
中島神崎橋（なかじまかんざきばし）は、広島県広島市の旧太田川に架かる道路橋。

## 概要
広島市中央卸売市場跡地に厚生年金会館誘致が成功したのを機に架けられた橋。1985年（昭和60年）9月に開通した。
東詰（左岸）には広島市文化交流会館やアステールプラザ、広島市立中島小学校があり、西詰（右岸）に広島電鉄江波線舟入町電停や広島市立神崎小学校がある。
上流に広島市道比治山庚午線（平和大通り）筋の西平和大橋および広島平和記念公園、下流に国道2号筋の新住吉橋、東へ道沿いに行くと万代橋、西に行くと観船橋がある。
橋名は当初左岸側の中島地区を由来に「中島橋」としていたが、右岸側の神崎地区住民が「神崎橋」を主張し譲らなかったため、結局くっつけて「中島神崎橋」となった。橋銘板には双方の名前が並列して書かれている。
橋開通と同年の10月に広島厚生年金会館（現・広島市文化交流会館）が開館した。その後、河岸整備事業に伴い歩道などが整備され1990年（平成2年）、左岸側護岸に市内で初めてアンダーパスが整備され、橋の下を通れるようになった。翌1991年にはアステールプラザも開館している。

## 諸元
- 路線名：市道中2区20号線
- 橋長：94m
- 幅員：16m
- 上部工：3径間連続鈑桁橋
- 下部工：RC逆T式橋台2基、RC張出式橋脚2基
- 基礎工：杭基礎